# Ram Trucks

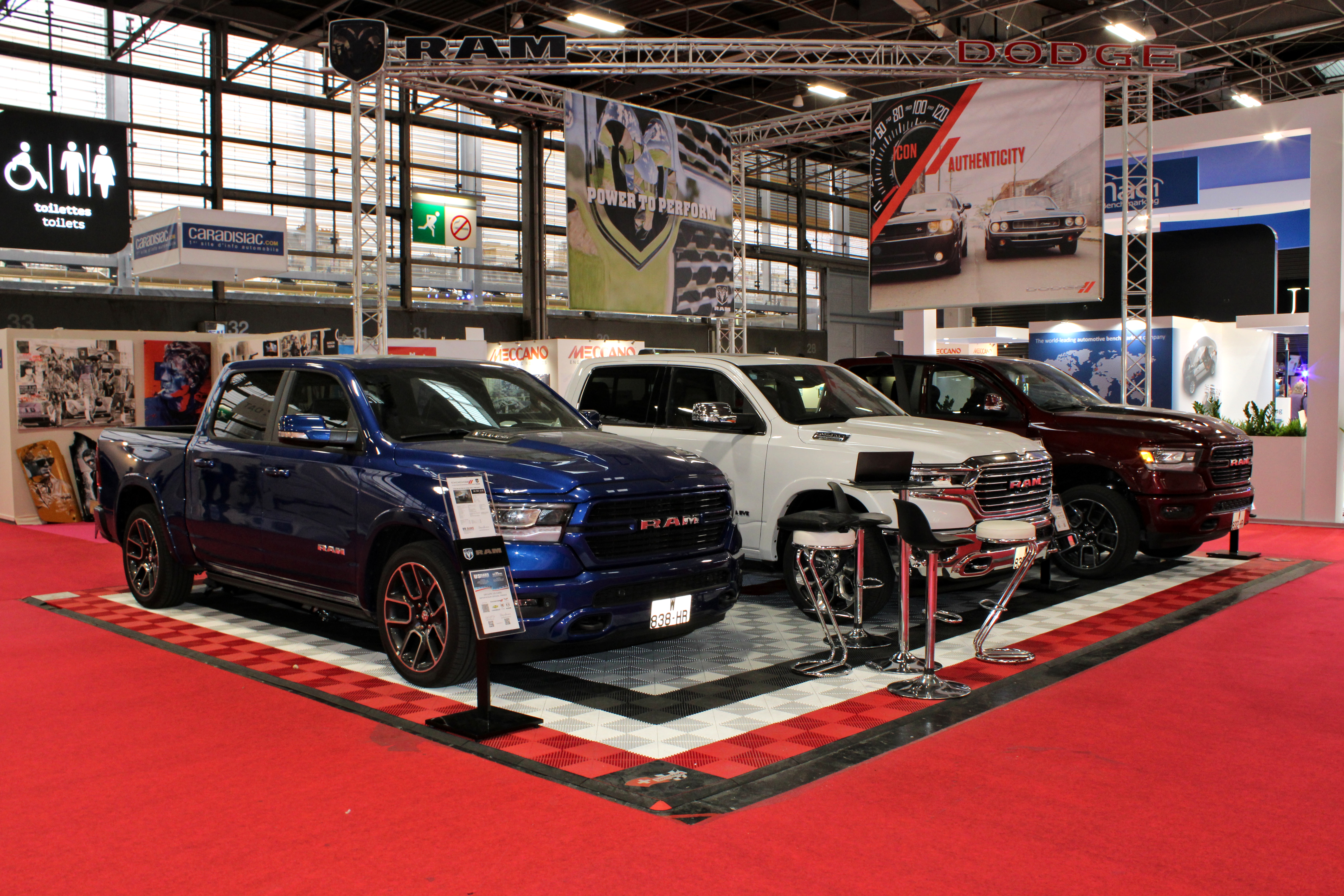
Salone dell'automobile di Parigi 2018

Ram Trucks è un marchio statunitense di proprietà di Stellantis, specializzato nella produzione di pick-up e veicoli commerciali leggeri e pesanti. Fondato nel 2009 come divisione di Chrysler Group, il marchio ha origine dalla storica gamma Dodge Ram, da cui deriva il nome. 
A seguito dell'acquisizione di Chrysler da parte di Fiat nel 2014, Ram Trucks è diventato parte di Fiat Chrysler Automobiles (FCA), e dal 2021 rientra nel gruppo Stellantis.

## Storia
Nel 2009, Chrysler ha scorporato la gamma di pick-up e veicoli commerciali leggeri dalla divisione Dodge, dando vita al marchio Ram Trucks. In questa occasione, il logo tradizionale Dodge raffigurante un ariete stilizzato, in uso dal 1994 al 2010, è stato adottato ufficialmente come simbolo distintivo del nuovo brand.
Nel 2011, è stato lanciato il Ram C/V, un veicolo commerciale basato sul Dodge Grand Caravan, disponibile esclusivamente in versione furgonata per il trasporto merci.
Nel 2013, ha debuttato il Ram ProMaster, una versione adattata del Fiat Ducato per il mercato nordamericano. Dopo la separazione da Daimler e l'abbandono del Dodge Sprinter (basato sul Mercedes-Benz Sprinter), Chrysler ha introdotto questo modello per colmare il vuoto nella gamma dei veicoli commerciali. Il ProMaster è equipaggiato con il motore V6 "Pentastar" da 3,6 litri di Chrysler e un cambio automatico a 6 rapporti.
Dal 2015, la gamma Ram si è ampliata con il Ram ProMaster City, una versione del Fiat Doblò, e i modelli destinati al mercato messicano, il Ram 700, basato sul Fiat Strada, e il Ram ProMaster Rapid, derivato dal Fiat Fiorino.
Nel gennaio 2023, Ram ha presentato il concept elettrico Ram 1500 Revolution BEV Concept al Consumer Electronics Show (CES) . Il mese successivo, il modello di produzione denominato Ram 1500 REV è stato presentato ufficialmente durante il 57º Super Bowl. Il veicolo è disponibile anche in configurazione con range extender, grazie all'aggiunta di un motore V6 a benzina da 3,6 litri che aumenta l'autonomia della batteria. 
Nel giugno 2023, in Brasile è iniziata la produzione del Ram Rampage, progettato per il mercato sudamericano. Questo modello si colloca tra il Ram 1000 (basato sul Fiat Toro) e il Ram 1500. Nonostante le vendite in Nord America non siano ancora state confermate ufficialmente, alcuni prototipi sono stati avvistati negli Stati Uniti. Il nome Rampage era stato precedentemente utilizzato da Dodge tra il 1982 e il 1984. 
A partire da luglio 2024, è previsto il lancio in Messico del Ram 1200, un pick-up di medie dimensioni che condivide la piattaforma con il Peugeot Landtrek e il Fiat Titano, offrendo una soluzione versatile per il mercato latinoamericano.

## Modelli
La gamma di veicoli prodotti da Ram Trucks include:
Pick-up:
- Ram 1500 (inclusa la versione ad alte prestazioni TRX)
- Ram 2500
- Ram 3500
- Ram 4500
- Ram 5500
- Ram Heavy Duty
- Ram Chassis Cab
- Ram 700 (solo per il Messico) basato sul Fiat Strada
- Ram Rampage (dal 2023)

Veicoli commerciali:
- Cargo Van (C/V) (Base 2011–2012, Tradesman dal 2013) basato sul Dodge Grand Caravan
- ProMaster (Van 1500, Van 2500, Van 3500, e Chassis Cab) basato sul Fiat Ducato
- ProMaster City basato sul Fiat Doblò